# Eliza Amy Hodgson
Eliza Amy Hodgson (10 de julio de 1888 - 7 de enero de 1983) fue una botánica, taxónoma y brióloga neozelandesa.
Autodidacta, publicó su primer artículo científico a la edad de 42 años.

## Honores

### Membresías[1]
- de la Sociedad linneana de Londres.
- de la Sociedad Real de Nueva Zelanda.
- 1946: British Bryological Society

### Epónimos
Numerosas especies lucida, y lucidum se nombraron en su honor.
- La abreviatura «E.A.Hodgs.» se emplea para indicar a Eliza Amy Hodgson como autoridad en la descripción y clasificación científica de los vegetales.[3]